# A Dança Imóvel
Na A Dança Imóvel, seu último romance, Manuel Scorza narra a ficção do personagem inventado, um guerrilheiro, que mergulha profundamente no coração do drama sul-americano. A ação deste livro, que se desenrola em Paris e nas selvas peruanas, gira em torno de um escritor e de sua criatura: um guerrilheiro guevarista numa fuga fantástica pelo labirinto dos rios amazônicos.  Scorza nos introduz no mundo dos exililados latino-americanos na capital francesa, em que se misturam as discussões políticas e literárias, os amores e as traições, a boemia e a responsabilidade. O livro foi lançado no Brasil em 1985 e foi traduzido vários idiomas. Manuel Scorza faleceu em 27 de novembro de 1983, aos 54 anos.